# El Taulí
El Taulí és un pla de la ciutat de Sabadell on avui hi ha l'Hospital Taulí i la Caserna de la Guàrdia Civil sabadellencs.
És un topònim que designa una gran plana de límits imprecisos. Aproximadament, s'estén des de la plaça de les Dones del Tèxtil (antiga pl. de l'Alcalde Marcet) fins a la timba del Ripoll, i del carrer de la Salut i la carretera de Caldes fins al carrer del Montseny. Aquest indret ja s'anomenava així en dates molt reculades.
Al Taulí hi havia hagut l'antic convent dels Caputxins –o almenys l'horta–, el Templet de les Aigües i un cementiri –a l'actual plaça del Taulí–. Al segle xix, la línia del tren de Barcelona a Lleida va travessar pel mig aquesta plana.
Avui porten el nom del Taulí el Consorci Hospitalari del Parc Taulí, el parc del Taulí, un carrer i una plaça de Sabadell.